# 2001年のMLBドラフト
2001年のMLBドラフト（2001 First-Year Player Draft）とは、6月5日から6日にかけて行われたMLBのアマチュアドラフトである。

## 1巡目指名
|  | = オールスターゲーム選出 |

| 順位 | 選手                       | チーム                         | 守備位置      | 学校                                 |
| ---- | -------------------------- | ------------------------------ | ------------- | ------------------------------------ |
| 1    | ジョー・マウアー           | ミネソタ・ツインズ             | 捕手          | Cretin-Derham Hall High School       |
| 2    | マーク・プライアー         | シカゴ・カブス                 | 投手          | 南カリフォルニア大学                 |
| 3    | デウォン・ブラゼルトン     | タンパベイ・デビルレイズ       | 投手          | ミドルテネシー州立大学               |
| 4    | ガビン・フロイド           | フィラデルフィア・フィリーズ   | 投手          | マウントセントジョゼフ高校           |
| 5    | マーク・テシェイラ         | テキサス・レンジャーズ         | 三塁手        | ジョージア工科大学                   |
| 6    | ジョシュ・カープ           | モントリオール・エクスポズ     | 投手          | カリフォルニア大学                   |
| 7    | クリス・スミス             | ボルチモア・オリオールズ       | 投手          | カンバーランド大学                   |
| 8    | ジョン・バンベンショーテン | ピッツバーグ・パイレーツ       | 投手          | ケント州立大学                       |
| 9    | ジョナサン・グリフィン     | カンザスシティ・ロイヤルズ     | 投手          | Marshall, TX                         |
| 10   | クリス・バーク             | ヒューストン・アストロズ       | 遊撃手        | テネシー大学                         |
| 11   | ケニー・ボー               | デトロイト・タイガース         | 投手          | ライス大学                           |
| 12   | マイク・ジョーンズ         | ミルウォーキー・ブルワーズ     | 投手          | Phoenix, AZ                          |
| 13   | ケイシー・コッチマン       | アナハイム・エンゼルス         | 一塁手        | Seminole, FL                         |
| 14   | ジェイコブ・ゴートルー     | サンディエゴ・パドレス         | 一塁手/三塁手 | チューレーン大学                     |
| 15   | ゲイブ・グロス             | トロント・ブルージェイズ       | 左翼手        | オーバーン大学                       |
| 16   | クリス・ホネル             | シカゴ・ホワイトソックス       | 投手          | Providence Catholic High School      |
| 17   | ダニエル・デンハム         | クリーブランド・インディアンス | 投手          | Antioch, CA                          |
| 18   | アーロン・ハイルマン       | ニューヨーク・メッツ           | 投手          | ノートルダム大学                     |
| 19   | マイク・フォンテノー       | ボルチモア・オリオールズ       | 二塁手        | ルイジアナ州立大学                   |
| 20   | ジェレミー・ソワーズ*      | シンシナティ・レッズ           | 投手          | Louisville, KY                       |
| 21   | ブラッド・ヘネシー         | サンフランシスコ・ジャイアンツ | 投手          | ヤングスタウン州立大学               |
| 22   | ジェイソン・バルジャー     | アリゾナ・ダイヤモンドバックス | 投手          | バルドスタ州立大学                   |
| 23   | ジョンフォード・グリフィン | ニューヨーク・ヤンキース       | 右翼手        | フロリダ州立大学                     |
| 24   | マッケイ・マクブライド     | アトランタ・ブレーブス         | 投手          | Sylvania, GA                         |
| 25   | ボビー・クロスビー         | オークランド・アスレチックス   | 遊撃手        | カリフォルニア州立大学ロングビーチ校 |
| 26   | ジェレミー・ボンダーマン   | オークランド・アスレチックス   | 投手          | Pasco, WA                            |
| 27   | ウィリアム・ホーン*        | クリーブランド・インディアンス | 投手          | Marianna, FL                         |
| 28   | ジャスティン・ポープ       | セントルイス・カージナルス     | 投手          | セントラルフロリダ大学               |
| 29   | ジョシュア・バラス         | アトランタ・ブレーブス         | 遊撃手        | Marietta, GA                         |
| 30   | ノア・ロウリー             | サンフランシスコ・ジャイアンツ | 投手          | ペパーダイン大学                     |

*未契約

## 1巡目補足指名
| 順位 | 選手                       | チーム                         | 守備位置 | 学校                       |
| ---- | -------------------------- | ------------------------------ | -------- | -------------------------- |
| 31   | ブライアン・バス           | ボルチモア・オリオールズ       | 遊撃手   | Seminole High School       |
| 32   | マイケル・ウッズ           | デトロイト・タイガース         | 二塁手   | サザン大学                 |
| 33   | ジェフ・マシス             | アナハイム・エンゼルス         | 捕手     | Marianna High School       |
| 34   | ブロンソン・サルディーニャ | ニューヨーク・ヤンキース       | 遊撃手   | Kamehameha HS (HI)         |
| 35   | J.D.マーティン             | クリーブランド・インディアンス | 投手     | サンフランシスコ大学       |
| 36   | マイケル・ガルシアパーラ   | シアトル・マリナーズ           | 遊撃手   | Don Bosco (CA)             |
| 37   | ジョン・ライネッカー       | オークランド・アスレチックス   | 投手     | ミズーリ州立大学           |
| 38   | デビッド・ライト           | ニューヨーク・メッツ           | 三塁手   | Hickory High School        |
| 39   | ワイアット・アレン         | シカゴ・ホワイトソックス       | 投手     | テネシー大学               |
| 40   | リチャード・ルイス         | アトランタ・ブレーブス         | 二塁手   | ジョージア工科大学         |
| 41   | トッド・リンデン           | サンフランシスコ・ジャイアンツ | 外野手   | ルイジアナ州立大学         |
| 42   | ジョン・スキャッグス       | ニューヨーク・ヤンキース       | 投手     | ライス大学                 |
| 43   | マイク・コンロイ           | クリーブランド・インディアンス | 外野手   | Boston College High School |
| 44   | ジェイソン・ニックス       | コロラド・ロッキーズ           | 遊撃手   | Midland High School        |